# 245 (číslo)
Dvě stě čtyřicet pět je přirozené číslo, které následuje po čísle dvě stě čtyřicet čtyři a předchází číslu dvě stě čtyřicet šest. Římskými číslicemi se zapisuje CCXLV  a řeckými číslicemi σμε.

## Matematika
245 je:
- Deficientní číslo
- Nešťastné číslo
- Nepříznivé číslo

## Chemie
- 245 je nukleonové číslo třetího nejstabilnějšího izotopu curia[1]

## Astronomie
- (245) Vera je planetka hlavního pásu, kterou objevil v roce 1885 Norman Robert Pogson

## Doprava
- Silnice II/245 je česká silnice II. třídy vedoucí na trase Brandýs nad Labem-Stará Boleslav – Čelákovice – Český Brod[2]

## Ostatní
- +245 je mezinárodní telefonní předvolba Guineje-Bissau

## Roky
- 245
- 245 př. n. l.